# Christine Keeler
Christine Keeler (Uxbridge, 22 febbraio 1942 – Locksbottom, 4 dicembre 2017) è stata una modella e showgirl britannica.
La sua relazione con il ministro del governo britannico John Profumo gettò discredito sul governo conservatore di Harold Macmillan nel 1963 e fu la causa dello scandalo noto come Affare Profumo.

## Biografia
Christine Margaret Keeler nacque il 22 febbraio 1942 all'Hillingdon County Hospital di Uxbridge, Middlesex, da una famiglia della classe operaia. Il padre, Colin Sean Keeler, raccontò a Christine che aveva assunto il cognome dalla famiglia che lo aveva adottato e che i suoi genitori biologici erano un nativo americano e una giovane ragazza irlandese che lavorava in una riserva negli Stati Uniti, ma in seguito sarebbe emerso che era una falsità; nel 1954 Colin Keeler avrebbe cambiato il suo cognome in King. Mentre lavorava come fotografo al Butlin's Holiday Camp a Clacton, in Essex, all'inizio della seconda guerra mondiale, conobbe la futura moglie, Julie Payne.
Tre anni dopo la nascita di Christine, Colin Sean Keeler abbandonò la famiglia e la bambina venne allevata dalla madre e dal suo nuovo compagno, Edward (Ted) Huish, a Wraysbury, nel Berkshire. Christine visse con loro in una carrozza ferroviaria, adattata ad abitazione, ma priva di acqua e di elettricità.
Durante l'adolescenza Christine divenne oggetto delle attenzioni sessuali del patrigno e dei padri dei bambini che le venivano affidati nei suoi primi lavori come babysitter.
All'età di quindici trovò lavoro in un negozio di vestiti nel quartiere di Soho e nel 1958 lavorò per breve tempo come modella, realizzando un servizio fotografico per la rivista di intrattenimento Titbits.
A diciassette anni diede alla luce un figlio dopo una relazione con un ragazzo del posto, Jeff Perry. Provò ad abortire da sola con un ferro da calza, ma fallì. Il bambino nacque prematuro il 17 aprile 1959 e sopravvisse solo sei giorni.
Trasferitasi a Londra dopo alcuni mesi, inizialmente trovò lavoro come cameriera in un ristorante in Baker street, dove conobbe Maureen O'Connor, una ragazza che lavorava al Murray's Cabaret Club, a Soho. Fu lei a presentarla al proprietario, Percy Murray, che la assunse come showgirl per esibirsi in topless sul palco a ritmo di musica, in un locale da lei definito una sorta di "bordello visivo", frequentato da ricchi clienti di mezza età.
Qui conobbe Peter Rachman, proprietario terriero e "signore della baraccopoli" di Notting Hill, sfruttatore e spietato persecutore degli inquilini morosi, specie di origine afro-caraibica, cui dava in affitto a prezzi elevati case fatiscenti; Keeler ne divenne l'amante e andò ad abitare in uno dei suoi appartamenti a ovest di Londra, insieme ad un'altra showgirl di umili origini, Mandy Rice-Davies, con la quale per alcuni mesi soggiornò in Francia, dopo che a Parigi ottenne da Chanel un lavoro come modella per l'abbigliamento da teenager.
L'incontro che diede una svolta nella sua vita fu quello con l'osteopata e ritrattista Stephen Ward, con cui andò a abitare per un certo periodo, mantenendo con lui un rapporto platonico. Ward la introdusse nella sua cerchia di amicizie altolocate, le fece conoscere personaggi della politica, dell'arte e dello spettacolo, per i quali organizzava feste a base di sesso.

### Lo scandalo Profumo
(Christine Keeler, The Truth at last: my story, London, 2002, p. xii)
Nel luglio del 1961, durante un party in piscina nella tenuta di Lord Astor, terzo visconte di Astor, a Cliveden, Ward le presentò John Profumo, il Segretario di Stato per la Guerra inglese, astro nascente dei conservatori. Profumo iniziò una relazione con lei, ignaro che la ragazza si stava intrattenendo anche con Yevgeny Ivanov, attaché militare membro dell'ambasciata sovietica, ma che i servizi segreti britannici sapevano essere una spia sovietica.
La relazione tra Profumo e Keeler sarebbe terminata su sollecitazione del Segretario di gabinetto del governo, Sir Norman Brooke, a sua volta contattato da Roger Hollis, capo del MI5, il servizio di controspionaggio britannico, allarmato per il pericolo posto alla sicurezza del paese e per le conseguenze politiche di questa pericolosa triangolazione. Il 9 agosto 1961 Profumo scrisse a Keeler, avvertendola che non avrebbe potuto vederla, e in seguito questa lettera, che iniziava con "My Darling", messa in circolazione, sarebbe stata usata contro di lui per confermare la sua relazione con la ragazza. Secondo Keeler, le sue frequentazioni con Profumo sarebbero invece durate ancora diversi mesi.
Nell'ottobre del 1962 due degli uomini che Keeler frequentava in quel periodo a Notting Hill, Aloysius (Lucky) Gordon, un cantante jazz giamaicano che viveva di espedienti, e Johnny Edgecombe, con cui in quel periodo viveva la ragazza, vennero alle mani dopo essersi incrociati all'All Nighters Club e Gordon restò ferito gravemente al viso con un coltello. Gordon, di indole collerica, conosceva Keeler da oltre un anno, e non accettava che lei non volesse più vederlo; per questo la ragazza si era affidata alla protezione di Edgecombe. Dopo essere stato ferito nella rissa all'All Nighters Club, Gordon promise a Keeler che si sarebbe presto vendicato su di lei.
Alcune settimane dopo, il 31 ottobre, Keeler pose fine al suo rapporto con Edgecombe; il 14 dicembre 1962 questi, in preda all'ira, si recò a Wimpole Mews, sotto l'abitazione di Stephen Ward, dove Keeler si trovava con l'amica Mandy Rice-Davies, e al suo rifiuto di parlargli, sparò diversi colpi di pistola sul portone, provocando l'intervento dei vicini e della polizia che arrestò l'uomo, condannato in seguito a sette anni per detenzione illegale di arma da fuoco.
Dopo questo incidente, Keeler iniziò a parlare senza freno di Ward, Profumo, Ivanov e della sparatoria di Edgecombe a diverse persone, tra cui l'avvocato Michael Eddowes, l'ispettore capo Burrows e John Lewis, un ex parlamentare laburista che passò l'informazione a Wigg, un suo collega in Parlamento.
Nel mese di marzo, quando iniziò il processo di Edgecombe per la sparatoria avvenuta a Wimpole Mews, Keeler, chiamata a deporre come testimone chiave, non si presentò, suscitando scalpore nella stampa, che iniziò a interessarsi di lei, così come la polizia, che la interrogò con sempre maggiore frequenza, chiedendole della sparatoria e dei suoi rapporti con Stephen Ward. Per sottrarsi al processo Christine aveva trascorso un periodo in Spagna, una vacanza che si suppose fosse stata organizzata da chi riteneva che la ragazza avrebbe potuto diffondere informazioni compromettenti sul banco dei testimoni.

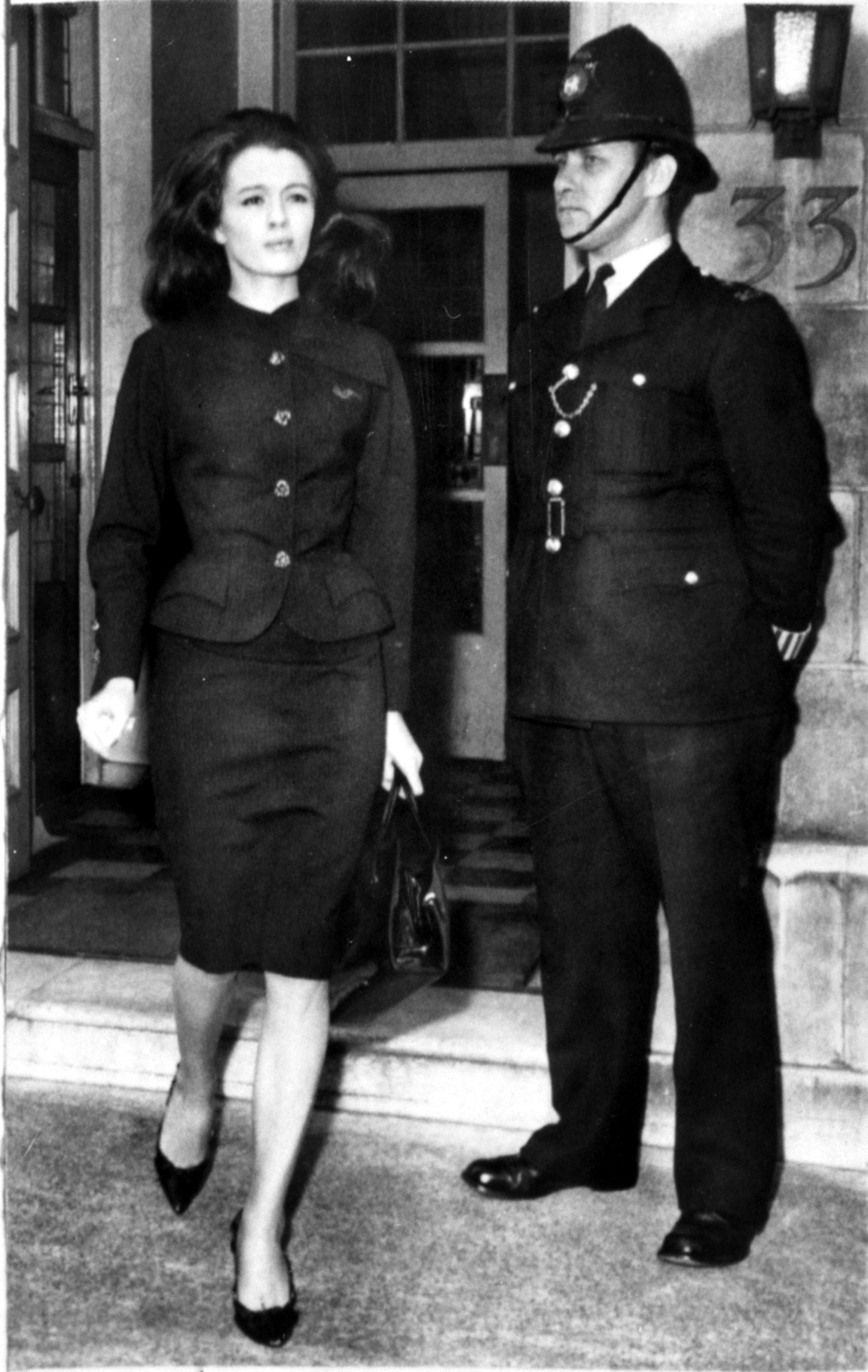
Christine Keeler mentre si reca in tribunale nel 1963

Il 21 marzo alla Camera dei Comuni il parlamentare laburista George Wigg, usando il privilegio parlamentare, chiese al Ministro dell'Interno la conferma o meno delle voci secondo le quali "un ministro del governo" avrebbe avuto una relazione con una ragazza di nome Christine Keeler, probabilmente una prostituta, mettendo potenzialmente a repentaglio la sicurezza nazionale, e i motivi per cui dopo essere stata oggetto di un'aggressione a colpi di arma da fuoco prima di Natale in una casa a Marylebone, non si fosse presentata all'Old Bailey per testimoniare contro il suo presunto aggressore.
Il giorno dopo, in una dichiarazione alla Camera il ministro Profumo, pur ammettendo di conoscerla, negò con forza di aver avuto con Keeler una relazione "sconveniente". Il 4 giugno, quando lo scandalo diventò pubblico, fu costretto a ritrattare e a dimettersi.
Il 5 giugno 1963 iniziò il processo contro Gordon, ampiamente pubblicizzato dalla stampa, accusato da Keeler di averla aggredita al suo rientro dalla Spagna procurandole dei danni fisici e l'8 giugno Stephen Ward venne arrestato con l'accusa di aver vissuto dei "guadagni immorali" di Christine Keeler e Mandy Rice-Davies.
Il 31 luglio del 1963 Ward si suicidò assumendo una dose letale di barbiturici, prima di attendere la sentenza che lo giudicò colpevole. Morì dopo tre giorni di coma.
Il 5 settembre, a seguito di una registrazione entrata in possesso della polizia, Keeler venne arrestata per falsa testimonianza; ammise di aver mentito sull'aggressione di Gordon e si dichiarò colpevole di aver ostacolato la giustizia. L'avvocato della ragazza, Jeremy Hutchinson, che nel 1960 aveva fatto parte del team incaricato dalla Penguin Books di difendere la pubblicazione de L'amante di Lady Chatterley, sostenne che il suo unico crimine era stata l'immaturità e la presentò come vittima delle circostanze e dell'insaziabilità del desiderio maschile. A dicembre fu condannata a nove mesi di reclusione, di cui quattro scontati. Al suo rilascio dalla prigione di Holloway nel 1964, la stampa pubblicò il suo numero di telefono, rendendola oggetto di centinaia di telefonate di ogni genere.

#### Stephen Ward spia sovietica
Nel suo libro di memorie Keeler confessa di essere stata una spia, ammette di aver tradito il suo paese, indicando Stephen Ward, il "mentore" che l'aveva introdotta nell'alta società, come uno spietato ragno che l'aveva intrappolata con la sua tela malevola: "Sapeva sempre cosa voleva e, se messo all'angolo, avrebbe ucciso per proteggersi. Le sue attività di spionaggio includevano l'audace atto di Mosca di mettere uno dei suoi uomini al centro del Secret Service britannico durante il periodo più difficile della Guerra Fredda, quando la paranoia sulla "bomba" - in particolare i missili nucleari - era al culmine."
Stephen Ward, di cui Keeler riporta le simpatie comuniste e la sua posizione di responsabile di una rete di spie, l'avrebbe usata come esca sessuale per avvicinare uomini di potere che gli servivano per carpire informazioni segrete e per poterli eventualmente ricattare, dopo essere venuto a conoscenza delle loro perversioni sessuali, osservate e fotografate durante le feste che egli stesso organizzava. Nel caso di Profumo, dopo aver fatto in modo che iniziasse una relazione con Keeler, avrebbe chiesto a quest'ultima di farsi dire dall'amante e Segretario del Consiglio di Stato per la guerra "in quale data i tedeschi avrebbero ottenuto le armi nucleari", probabile occasione di una cerimonia a cui Profumo sarebbe stato invitato.
Secondo Keeler, per coprirsi le spalle da eventuali sospetti, Ward avrebbe indotto Ivanov, che era al servizio del suo gruppo di spie, ad avere rapporti sessuali con lei, cosa avvenuta il 9 luglio al ritorno dalla festa nella residenza di Lord Aston, per poterla rendere inattendibile agli occhi di un agente dell'MI5, Keith Wagstaffe, che stava indagando sull'amicizia tra Ward e la sospetta spia russa. Wagstaffe, nome in codice Woods, si sarebbe fidato della versione di Ward, secondo cui Ivanov non gli avrebbe mai chiesto notizie riservate, e avrebbe sollecitato l'osteopata a tenerlo informato nel caso vi fossero novità, cosa che Ward avrebbe fatto, informandolo dell'avvenuta pericolosa triangolazione Ivanov-Weller-Profumo, fonte di pericoli per la sicurezza nazionale, un piano premeditato che - secondo Keeler - avrebbe consentito a Ward di dichiararsi estraneo in caso di una fuga di informazioni segrete verso Mosca.
Keeler racconta di aver riferito di questa macchinazione e di tutto quello di cui era venuta a conoscenza vivendo con Ward - compreso il suo doppio gioco e quella di Anthony Blunt e dello stesso capo dell'intelligence britannico Roger Hollis, dal 1956 al 1965 direttore generale dell'MI5, da lei ritenuti per certo spie russe - a Lord Denning, l'uomo nominato dal Primo Ministro Harold Macmillan per guidare l'inchiesta sull'affare Profumo; questi avrebbe però insabbiato tutto per ragioni di sicurezza nazionale, minacciandola, se parlava, di farle trascorrere il resto della sua vita in prigione.

### Dopo il processo contro Ward
Dopo il suo rilascio dal carcere nel 1964, in un'intervista al The New York Times, Keeler si disse intenzionata ad intraprendere la carriera di attrice; venne tuttavia ostacolata in questa sua ambizione dal sindacato degli attori, forse su pressione della moglie di Profumo, l'attrice Valerie Hobson, che respinse la sua richiesta di adesione, senza la quale non avrebbe potuto lavorare sul palco o sullo schermo nel Regno Unito.
Nel 1965 Keeler sposò un ingegnere, James Michael Levermore, da cui ebbe un figlio, Jimmy, che un anno dopo la fine del loro matrimonio, venne cresciuto da Julie, la madre di Keeler. Nel 1971 si sposò in seconde nozze con Anthony Sydney Platt, un analista aziendale, padre del suo secondo figlio, Seymour, dal quale si separò nel 1972 e divorziò cinque anni dopo.
Negli ultimi decenni della sua vita visse in solitudine, spendendo in avvocati i proventi delle storie vendute ai giornali e i numerosi resoconti sulla sua vita pubblicati su libri scritti da lei o insieme ad altri autori. In uno di questi, ha sostenuto che sarebbe rimasta incinta di Profumo e che avrebbe successivamente abortito nel gennaio del 1962.
Nel 1988 Keeler è apparsa con Mandy Rice-Davies nel video promozionale di Bryan Ferry per il singolo Kiss and Tell (originariamente pubblicato nel settimo album solista di Ferry, B'te Noire, nel 1987). Nel giugno 1988 ha fatto un'apparizione al programma di discussione di Channel 4 After Dark.

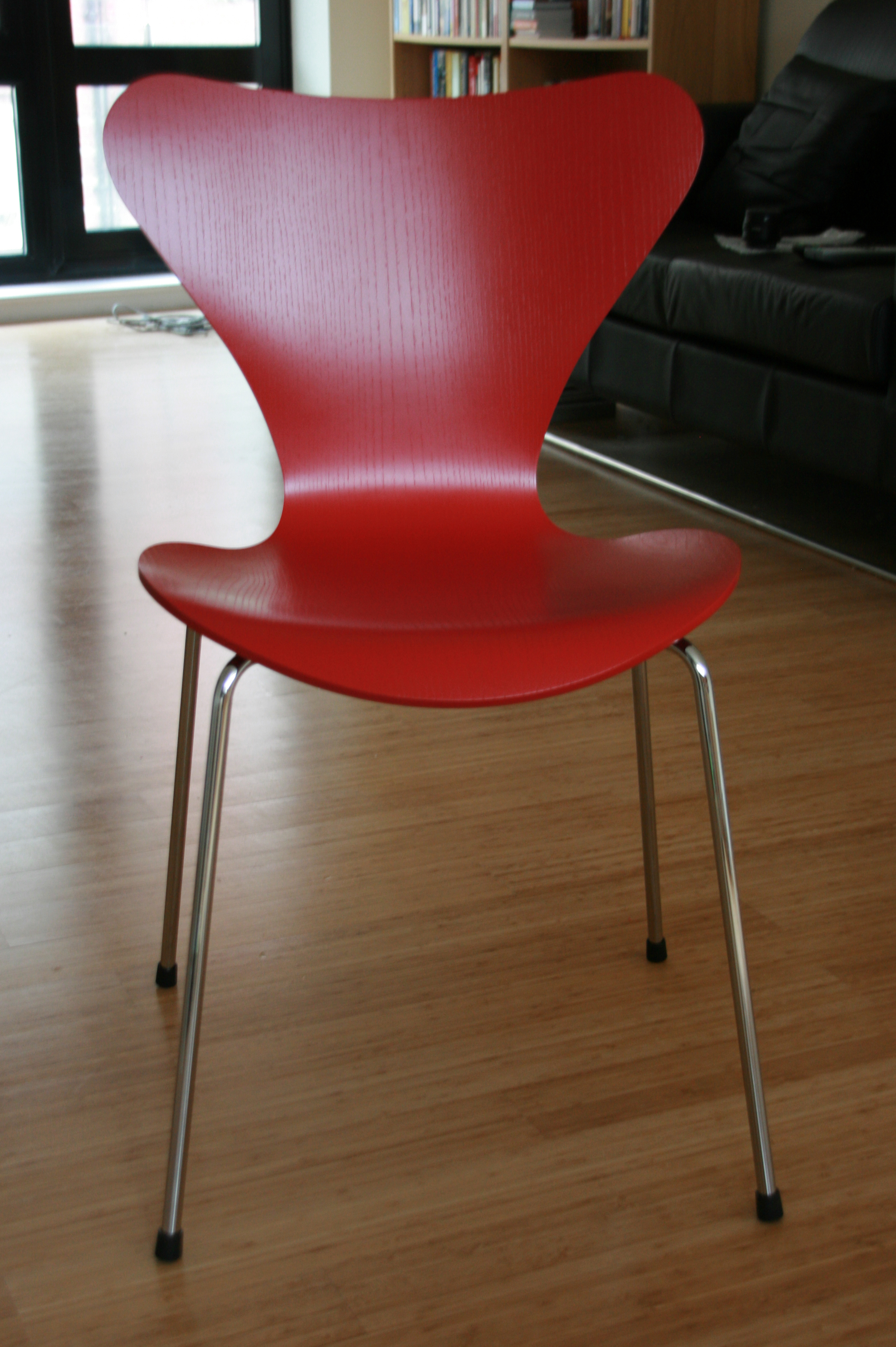
Modello 3107 della sedia ideata da Arne Jacobsen nel 1957

### Morte
Il 5 dicembre 2017, il figlio di Keeler, Seymour Platt, ha annunciato che la madre era morta la notte precedente, all'età di 75 anni, al Princess Royal University Hospital di Farnborough, a Londra, a seguito di una broncopneumopatia cronica ostruttiva (BPCO). Il suo funerale ebbe luogo il 16 dicembre presso il crematorio di West London a Kensal Green Cemetery.

### Le fotografie
All'epoca dello scandalo Profumo nel 1963, Keeler posò per un servizio fotografico che divenne famoso. Le foto, realizzate da Lewis Morley, servivano per promuovere un film, Christine Keeler (The Keeler Affair), stroncato dai critici, che venne distribuito solamente fuori dalla Gran Bretagna, perché vietato dalla censura. Keeler firmò alla leggera un contratto che richiedeva di posare nuda per foto pubblicitarie. Quando cercò di sottrarsi a questa clausola, il produttore del film insistette, e Morley la persuase a sedersi a cavalcioni di una sedia a forma di V, un'imitazione del famoso modello del designer modernista Arne Jacobsen, con i gomiti piegati e la testa appoggiata sulle mani, in modo che tecnicamente fosse nuda, ma che lo schienale della sedia nascondesse la gran parte del suo corpo.
In seguito molte imitazioni e satirizzazioni vennero fatte su quella foto e sono decine le attrici di Hollywood che si sono fatte ritrarre in quella posa.

## Influenze nella cultura
- Nel 1963, ispirato dalla vicenda che coinvolse la Keeler, Don Jaime de Mora y Aragón scrisse la canzone Cristine, cantata da una fantomatica Miss X, pseudonimo che nascondeva in realtà l'attrice britannica Joyce Blair[41][42][43].
- Nel 1963 viene girato un film intitolato Christine Keeler (The Keeler Affair) diretto da Robert Spafford, con l'attrice Yvonne Buckingham a interpretare Keeler.[44]
- Nel 1963 la pittrice e artista britannica Pauline Boty realizzò il quadro Scandal '63, nel quale riprodusse la famosa fotografia di Lewis Morley di Christine Keeler seduta nuda su una sedia, collocando nella parte orizzontale superiore dell'opera i ritratti dei quattro dei protagonisti maschili dell'Affare Profumo: Aloysius 'Lucky' Gordon, John Profumo, Stephen Ward e Johnny Edgecombe.[45]
- Nel 1989 viene girato un film sullo scandalo Profumo intitolato Scandal - Il caso Profumo, con l'attrice Joanne Whalley a interpretare Christine Keeler.[46]

## Opere
- (EN) Christine Keeler, Sandy Fawkes, Nothing but ... Christine Keeler, Sevenoaks, New English Library, 1983, OCLC 59229862.
- (EN) Christine Keeler, Robert Meadley, Sex scandals, London, Xanadu, 1985, OCLC 20671304.
- (EN) Christine Keeler, Scandalǃ, London, Xanadu, 1989.
- (EN) Yevgeny Ivanov, Gennady Sokolov, The naked spy, foreword by Christine Keeler, London, Blake, 1992, OCLC 59816813.
- (EN) Christine Keeler, Douglas Thompson, The truth at last : my story, London, Pan, 2002, OCLC 59478557.
- (EN) Christine Keeler, Douglas Thompson, Secrets and lies, London, John Blacke, 2012, OCLC 1277446210.